# Привольнянская волость
Привольнянская волость — административно-территориальная единица Херсонского уезда Херсонской губернии.
По состоянию на 1886 состояла из 14 поселений, 14 сельских общин. Население 8027 человек (4015 человек мужского пола и 4012 женского), 1200 дворовых хозяйств.
|                        | Площадь, десятин | В том числе пахотной, дес. |
| ---------------------- | ---------------- | -------------------------- |
| Сельских общин         | 19 749           | 9578                       |
| Частной собственности  | 36 795           | 8402                       |
| Казённой собственности | 1425             | 273                        |
| Другой собственности   | 333              | 246                        |
| Всего                  | 58 302           | 18 499                     |

Самые большие поселения волости:
- Привольное — село при реке Ингул в 110 верстах от уездного города, 3529 человек, 630 дворов, православная церковь, единоверческая церковь, земская станция, 10 лавок. За 12 вёрст — православная церковь, лавка, 2 ярмарки: 9 мая и 16 декабря. За 15 вёрст — железнодорожная станция, за 20 вёрст — православная церковь, постоялый двор.
- Барвинцовка (Забелина, Полковничье, Изобильная) — село при реке Громоклия, 516 человек, 100 дворов, 3 лавки.
- Водяное — село при реке Громоклия, 287 человек, 63 двора, лавка.
- Михайловка (Семенютова, Шаблевичева) — село при реке Громоклия, 300 человек, 63 двора, лавка.
- Ново-Бирзуловка — село при реке Ингул, 539 человек, 72 двора.
- Ново-Полтавка — колония евреев при прудах, 2104 человека, 120 дворов, 2 еврейских молитвенных дома, школа, 3 лавки.